# Злоец
Злоец (пол. Złojec) — деревня в Замойском повете Люблинского воеводства Польши. Входит в состав гмины Нелиш. Находится примерно в 12 км к северо-западу от центра города Замосць. По данным переписи 2011 года, в деревне проживало 707 человек.
В 1975—1998 годах деревня входила в состав Замойского воеводства.
До 1917 года существовала православная церковь (бывшая униатская). В этой церкви в 1908 году венчался герой Белого движения генерал Михаил Ярославцев.

## Население
Демографическая структура по состоянию на 31 марта 2011 года:
|         | Всего | До трудоспособного возраста | Трудоспособного возраста | Старше трудоспособного возраста |
| ------- | ----- | --------------------------- | ------------------------ | ------------------------------- |
| Мужчины | 358   | 70                          | 243                      | 45                              |
| Женщины | 349   | 59                          | 189                      | 101                             |
| Всего   | 707   | 129                         | 432                      | 146                             |